# 霍尔诺斯塔伊夫卡
47°0′20″N 33°43′47″E / 47.00556°N 33.72972°E
霍尔诺斯塔伊夫卡（羅馬化：Hornostaivka），亦译为戈尔诺斯塔耶夫卡（羅馬化：Gornostayevka），是烏克蘭南部赫爾松州卡霍夫卡區霍尔诺斯塔伊夫卡市镇内的鎮及其行政中心，原為霍爾諾斯塔伊夫卡區首府；面積101.8平方公里，海拔高度82米，2011年人口6,745人，人口密度每平方公里66.26人。